# 嘉祥站
嘉祥站，位于中华人民共和国山东省济宁市嘉祥县嘉祥街道，是新兖铁路上的火车站，建于1978年。

## 歷史
- 建于1978年。

## 业务办理
客运办理旅客乘降，行李，包裹托运业务。货运办理整车货物发到，而零担货物则办理直达业务。

## 車站周邊
- 萌山初中
- 济宁市红十字会萌山医院
- 都市118连锁酒店嘉祥火车站店
- 嘉祥惠民医院
- 嘉祥一中
- 嘉祥县烈士陵园
- 萌山公园
- 萌山中学南校区

## 外部連結
- 中国铁路客户服务中心 （页面存档备份，存于）